# Ilex quitensis
Ilex quitensis är en järneksväxtart som först beskrevs av Willdenow och Schultes, och fick sitt nu gällande namn av Loesener. Ilex quitensis ingår i släktet järnekar, och familjen järneksväxter. Inga underarter finns listade i Catalogue of Life.